# Sharon Manning
Sharon Denise Manning (Emporia, 20 marzo 1969) è un'ex cestista e allenatrice di pallacanestro statunitense, professionista nella WNBA.

## Carriera
È stata selezionata dalle Charlotte Sting al secondo giro del Draft WNBA 1997 (10ª scelta assoluta).